# 오라클 자격증 프로그램
오라클 자격증 프로그램은 오라클 제품과 서비스 및 자바, MySQL, 솔라리스를 포함해 썬 마이크로시스템즈에서 취득한 제품들을 위해 오라클 대학이 제공하는 IT professional certification이다.
통상적으로, 자격증을 얻기 위해서는 Pearson VUE에 의해 인가된 된 시험 센터에서 수행되는 선다형 문제 시험을 통과해야 한다. 오라클에 의해 발행된 자격증은 만료되지 않는다.
이 자격증들은 시스템 관리자, 프로그래머, 소프트웨어 개발자를 위해 디자인 되어 있다.

## 범주
프로그램에는 5가지 범주가 있다.
- 어쏘시어트(Associate) — 기본 기술과 지식
- 프로페셔널(Professional) — 전사적 데이터베이스, 미들웨어, 혹은 애플리케이션을 관리, 개발, 혹은 구현하기 위한 전문적인 기술과 지식
- 마스터(Master) — 기술, 지식과 증명된 능력의 상급 레벨
- 익스퍼트(Expert) — 현재 경로 기반의 자격증 모델에서 다루어지지 않는 특정 분야의 기술, 아키텍처 혹은 도메인에서의 능력
- 스페셜리스트(Specialist) — 현재 오라클 파트너사의 직원을 타겟으로 한 파운데이션 레벨 구현을 위한 자격